# الترسل في الادب العربي
الترسل في الأدب العربي يشير إلى القيم الإنسانية والأخلاقية التي تتجلى في تصرفات الشخصيات الأدبية. يتمثل الترسل في التعاطف واللطف والعطف والتفهم تجاه الآخرين. يعتبر الترسل جزءًا هامًا من الأدب العربي التقليدي ويساهم في بناء الروايات والشعر والمسرحيات بأسلوب ملهم ومؤثر.
في الأدب العربي، يتم استخدام الترسل بشكل واسع لإيصال رسائل معينة ونقل المعاني العميقة. يعتبر الترسل أداة فنية تستخدم للتعبير عن الأفكار والمشاعر بطرق مبدعة ومجازية. يتم استخدام الترسل في الروايات والقصص والشعر والمسرح، وغيرها من أشكال الأدب العربي. يساعد الترسل في إيصال رسائل اجتماعية وسياسية وثقافية ودينية وفلسفية. يعمل على تعزيز التفاهم والتعاطف بين القراء والشخصيات، ويساهم في توسيع آفاق الفهم والتأمل للقراء. يعتبر الترسل جزءًا أساسيًا من الهوية الثقافية العربية ويشكل جزءًا لا يتجزأ من الأدب العربي الكلاسيكي والمعاصر.

## الأنواع
في الأدب العربي، هناك العديد من أنواع الترسل المستخدمة. من بينها:
1. الترسل الشعري: حيث يتم استخدام الأبيات والقصائد لنقل المشاعر والأفكار بطريقة مجازية وجمالية.
2. الترسل الروائي: يستخدم في الروايات لإيصال الرسائل العميقة وتصوير الشخصيات والأحداث بشكل واضح ومعبر.
3. الترسل المسرحي: يتم استخدامه في المسرحيات لإيصال الرسائل الاجتماعية والسياسية والفلسفية من خلال أداء الممثلين والحوارات.
4. الترسل النقدي: يستخدم في النقد الأدبي لتحليل الأعمال الأدبية ونقدها وإيصال الرؤى النقدية.
هذه بعض أنواع الترسل في الأدب العربي، وكل نوع يتميز بأساليبه وأدواته الخاصة.